# Trio pour hautbois, clarinette et basson de Ferroud
Pour les articles homonymes, voir Trio pour hautbois, clarinette et basson.
Le Trio pour hautbois, clarinette et basson, ou Trio en Mi, est une pièce de musique de chambre écrite par Pierre-Octave Ferroud en 1933.

## Composition
Le Trio pour hautbois, clarinette et basson ou Trio en Mi est un trio d'anches pour hautbois, clarinette et basson composé par Pierre-Octave Ferroud en 1933. La partition est dédiée à Filip Lazăr.
La pièce, d'une durée moyenne d'exécution de neuf minutes environ, consiste en un « simple divertissement, enjoué, dans lequel Ferroud joue sur les rythmes et les timbres avec le même plaisir que dans le finale de la [Sonate pour violoncelle et piano] ».

## Structure
L'œuvre comprend trois mouvements :
1. Allegro moderato, en 
 ;
2. Allegro grazioso, en 
, mouvement « qui rappelle la gavotte[3] » ;
3. Quasi presto, en 
, finale qui rappelle « la tarentelle[3] ».

## Création et postérité
Le Trio pour hautbois, clarinette et basson est créé le 16 février 1934 par le Trio d'anches de Paris (avec Baudo, hautbois, Pierre Lefebvre, clarinette, et Fernand Oubradous, basson) lors d'un concert Triton à l'École normale de musique de Paris,. 
L'œuvre est rejouée en 1937 après la mort du compositeur par le Trio d'anches de Paris.

## Discographie
- Paris 1937 : a homage to "Trio d'anches de Paris", Trio Lézard, Coviello Classics COV 91408, 2014.